# Эссекское дерби
Эссекское дерби (англ. Essex derby) — футбольное противостояние между английскими командами «Колчестер Юнайтед» и «Саутенд Юнайтед».

## Статистика

### Кубковые матчи
| Дата             | Стадион    | Домашняя команда  | Счёт   | Соревнование                              | Раунд                             | Посещаемость |
| ---------------- | ---------- | ----------------- | ------ | ----------------------------------------- | --------------------------------- | ------------ |
| 17 ноября 1956   | Layer Road | Колчестер Юнайтед | 1-4    | Кубок Англии по футболу                   | 1-й раунд                         | 11,280       |
| 11 сентября 1974 | Roots Hall | Саутенд Юнайтед   | 0-2    | Кубок лиги                                | 2-й раунд                         | 7,856        |
| 13 августа 1982  | Layer Road | Колчестер Юнайтед | 3-1    | Кубок лиги                                | 1-й раунд                         | 1,662        |
| 13 марта 1984    | Layer Road | Колчестер Юнайтед | 0-2    | Кубок членов футбольной ассоциации Англии | 2-й раунд                         | 2,841        |
| 17 ноября 1984   | Roots Hall | Southend United   | 2-2    | Кубок Англии по футболу                   | 1-й раунд                         | 2,935        |
| 21 ноября 1984   | Layer Road | Колчестер Юнайтед | 3-2    | Кубок Англии по футболу                   | Переигровка                       | 3,907        |
| 14 января 1986   | Layer Road | Колчестер Юнайтед | 4-1    | Кубок членов футбольной ассоциации Англии | 1-й раунд                         | 1,364        |
| 20 декабря 1988  | Layer Road | Колчестер Юнайтед | 2-1    | Кубок членов футбольной ассоциации Англии | Квалификационная группа           | 993          |
| 22 августа 1989  | Layer Road | Колчестер Юнайтед | 3-4    | Кубок Лиги                                | Первый матч 1-го раунда           | 3,537        |
| 29 августа 1989  | Roots Hall | Саутенд Юнайтед   | 2-1    | Кубок лиги                                | Второй матч 1-го раунда           | 3,763        |
| 10 февраля 2004  | Layer Road | Колчестер Юнайтед | 2-3    | Трофей футбольной лиги                    | Первый матч полуфинала Южной зоны | 5,401        |
| 17 февраля 2004  | Roots Hall | Саутенд Юнайтед   | 1-1    | Трофей футбольной лиги                    | Второй матч полуфинала Южной зоны | 9,603        |
| 29 сентября 2004 | Layer Road | Колчестер Юнайтед | 1-1[1] | Трофей футбольной лиги                    | 1-й раунд                         | 9,603        |

### Итоговая статистика
Статистика по состоянию на 26 декабря 2015 года.
|                        | Колчестер | Ничьи | Саутенд | Мячи, забитые Колчестера | Мячи, забитые Саутенда |
| ---------------------- | --------- | ----- | ------- | ------------------------ | ---------------------- |
| Лига                   | 23        | 14    | 27      | 100                      | 110                    |
| Кубок Англии           | 1         | 1     | 1       | 6                        | 8                      |
| Кубок Лиги             | 2         | 0     | 2       | 9                        | 7                      |
| Трофей футбольной лиги | 2         | 2     | 2       | 10                       | 9                      |
| Всего                  | 28        | 17    | 32      | 125                      | 134                    |